# Miguel de la Madrid
För andra betydelser, se Miguel de la Madrid (olika betydelser).
Miguel de la Madrid Hurtado, född 12 december 1934 i Colima i delstaten Colima, död 1 april 2012 i Mexico City, var en mexikansk politiker (Institutionella revolutionspartiet), och var landets president 1982–1988.